# Market Place
Market Place – jedna z głównych ulic w centrum miasta St Albans (hrabstwo Hertfordshire, Anglia).
Począwszy od IX wieku, w środy i soboty, na ulicy Market Place oraz na pobliskiej St Peter's Street odbywa się targ, będący najstarszym wciąż działającym targiem w Wielkiej Brytanii.
Poza targiem w środy i soboty, odbywają się tu też: pchli targ (sezonowo w co drugą niedzielę miesiąca od 10 marca), targ europejski (produkty spożywcze z Hiszpanii, Francji i Włoch), targ rolniczy (co druga niedziela; warzywa, owoce, pieczywo, wyroby cukiernicze).
Przywileje targowe zostały ponownie uznane przez królów Jana w roku 1202 oraz Edwarda w 1535.
W okresie Wojny Dwóch Róż, 22 lutego 1461, na ulicach Market Place oraz St Peter's Street doszło do najkrwawszej bitwy między wojskami Lancasterów i armią Yorków. W bitwie poległo ok. 6000 osób.